# وليام أوسلر آبوت
وليام أوسلر آبوت (بالإنجليزية: William Osler Abbott) (1902 - 1943) كان طبيبًا أمريكيًا، وهو ابن الطبيب ألكسندر سي آبوت وجورجينا أوسلر. كان إسهامه الأبرز في مجال الطب هو دوره في تطوير أنبوب ميلر-آبوت، الذي استخدم في تخفيف الضغط وتدعيم الأمعاء الدقيقة، جنبًا إلى جنب مع توماس غرير ميلر، وأيضًا ابتكاره أنبوب آبوت راوسون. حصل آبوت على شهادة الدكتوراه في الطب عام 1928 من جامعة بنسلفانيا. توفي من اللوكيميا النخاعية في واكويت، ماساتشوستس في 10 سبتمبر عام 1943.

## حياته الشخصية
ولد وليام أوسلر آبوت في 26 يوليو عام 1902 في نيو بدفورد، ماساتشوستس. اكتسب لقب «بيت» أثناء نشأته. كان والده، ألكساندر آبوت، عضوًا في طاقم المقيمين في مستشفى جونز هوبكنز، وكانت والدته، جورجينا أوسلر، ابنة أخ وليام أوسلر. التقى والداه بينما كانت والدته تعتني بمنزل أوسلر في بالتيمور. كانت عائلته تقضي عطلة فصل الصيف في واكويت، فأصبح يحب كل ما يتعلق بالبحر. في سن العاشرة، كان آبوت يجلد السمك في الجرار المائية ويضع العظام والغضاريف معًا ضمن سلك ناعم وعندما كان عمره 15 عامًا فقط، كان يستطيع الإبحار على بعد 30 ميلًا في الليل من واكويت إلى نانتوكيت. تزوج وليام أوسلر آبوت سيدة شابة من كانساس سيتي تدعى لوسي والدو في عام 1928. أمضى الزوجان شهر العسل في إبحار مفتوح على متن زورق عبر جزر إليزابيث في كيب كود. أنجبا ثلاثة أطفال، هم توماس وليام أوسلر، آن غيتوود، ولوسي فيذرستون.

## مسيرته المهنية
حصل وليام أوسلر آبوت على درجة البكالوريوس في الآداب في عام 1925 وشهادة الدكتوراه في الطب عام 1928 من جامعة بنسلفانيا. بعد التخرج، عمل كمتدرب في مستشفى جامعة بنسلفانيا. ومنذ عام 1931 حتى عام 1934، حصل على خبرة من عمله بدوام جزئي في قسم الصيدلة، وشارك في ابتكار أنبوب ميلر آبوت في عام 1934، وهو أنبوب تصريف معوي مزدوج التجويف يستخدم لتخفيف الانتفاخ. كان شريكه تي. غرير ميلر الذي عمل معه منذ عام 1930 حتى عام 1934 عندما صمما أنبوب ميلر-آبوت. أثناء عمله الجزئي في قسم الصيدلة، كان آبوت يطمح للترقي في جامعة بنسلفانيا. انضم إلى عيادة الجهاز الهضمي في بنسلفانيا، اعتُرف به لأول مرة كزميل في الطب من عام 1930 حتى عام 1931. ومن عام 1931 حتى عام 1937 عُرف كأستاذ في جامعة بنسلفانيا. في عام 1937، عمل آبوت مع رجل يدعى آرثر جوي راوسن لإنشاء أنبوب آبوت راوسون، وهو عبارة عن أنبوب ذو ماسورة مزدوجة يستخدم في المفاغرة المعدية المعوية وفي الرعاية ما بعد العمليات الجراحية. تعين كأستاذ مساعد من عام 1937 حتى عام 1941. عُرف آبوت بأستاذ الطب في جامعة بنسلفانيا، لكن في العام التالي أحضر خبرته إلى الجيش الأمريكي. عندما انضم آبوت إلى الجيش الأمريكي، شغل رتبة رائد. بعد فترة وجيزة، تسرح بسبب تشخيصه بسرطان الدم.

## أنبوب ميلر-آبوت
ظهر أنبوب ميلر-آبوت في عام 1934، وكان يستخدم لأخذ عينات من عصارات الجهاز الهضمي. وهو يساعد في التشخيص والعلاج عن طريق ضغط المادة التي تسد الأمعاء الدقيقة. يستخدم هذا الأنبوب المعوي ثنائي القناة الذي يبلغ طوله حوالي 3 أمتار (9.8 قدم) والذي يحوي بالون قابل للنفخ في نهايته القاصية، لتشخيص وعلاج الآفات الانسدادية في الأمعاء الدقيقة. يُدخل الأنبوب عبر فتحة الأنف ويمرر برفق عبر المعدة وإلى الأمعاء الدقيقة. بمجرد مرور هذه الأداة أسفل المريء وإلى المعدة، يكون الأنبوب قادرًا على إنجاز عدد من الوظائف في هذه المرحلة، من امتصاص العصارات المعدية للفحص والإرواء إلى الانتفاخ لفتح مدخل الأمعاء الدقيقة، أي الاثنى عشر، للحصول على صور شعاعية أوضح وتسهيل إزالة المواد التي تسد الأمعاء. سمي أنبوب ميلر-آبوت نسبةً إلى أخصائيي الجهاز الهضمي الأمريكيين وليام أوسلر آبوت وتوماس غرير ميلر. ابتكر هذان الطبيبان العمليات الجراحية التي مهدت الطريق لتسهيل تشخيص وإزالة آفات المعدة والأمعاء والانسدادات والقرحات. ضمن هذه الأداة ذات الأنبوبين، أحد الأنبوبين، الذي يسمى التجويف، هو المسؤول عن نفخ البالون الرفيع في نهاية الأنبوب لسهولة فحص الأمعاء من الاثتي عشر. يستطيع أنبوب التجويف الآخر شفط العصارات أو ضخ السوائل نحو الداخل، وهذا يعتمد على الإجراء. بالتصوير الشعاعي، يمكن ضخ محلول الباريوم في الإثني عشر لعزل الضرر المحتمل وإنتاج صور واضحة. يساعد إدخال الأنبوب إلى الأمعاء أيضًا في إزالة الانسداد المحدد الذي يسبب ألمًا أو اضطرابات في الجهاز الهضمي. في عام 2011، أصبح أنبوب ميلر-آبوت مصحوبًا بأنبوب آخر يسمى منظار البطن. يجمع هذا الأنبوب الأخير بين الضوء والكاميرا لمنح الأطباء صورة ملونة ثلاثية الأبعاد للانسداد. يمكن أن يساعد الطبيب أيضًا في معرفة متى يكون بالون أنبوب ميلر-آبوت في الموقع المثالي في الاثني عشر –وهي عملية تعتمد على الانقباضات التمعجية البطيئة والثابتة للجهاز الهضمي.

## أنبوب آبوت-راوسون
في عام 1937، ساعد آبوت في صنع أداة جديدة لجراحة الجهاز الهضمي سميت أنبوب آبوت راوسون. يمكن استخدام الأنبوب للتغذية عن طريق الصائم ولإعطاء البوتاسيوم أو الصادات الحيوية أو الفيتامينات. على الرغم من تطور استخداماته بشكل كبير، إلا أنه ما زال مهملاً. بعد وصفه في عام 1937، استُخدم الجهاز على نطاق واسع لإفراغ الجهاز الهضمي في أوقات الإجهاد الجراحي. وهو الآن مذكور ضمن كتاب واحد فقط عن الجراحة.

## توماس غرير ميلر
لم يصنع وليام أوسلر آبوت أنبوب ميلر آبوت بمفرده، بل حصل على مساعدة كبيرة من زميله في العمل وصديقه المقرب توماس جرير ميلر، الذي كان أمريكيًا مختصًا بالطب الباطني. ولد ميلر في 18 سبتمبر عام 1886 في ستيتسفيل بولاية كارولاينا الشمالية. حصل على درجة البكالوريوس في الآداب من جامعة كارولاينا الشمالية في عام 1906 وتخرج من كلية الطب من جامعة بنسلفانيا في عام 1911 ثم بدأ بالتجارب السريرية في قسم الطب، ولكن عمله توقف بسبب الحرب العالمية الأولى إذ خدم في الجيش كنقيب. تمامًا مثل آبوت، قدم ميلر العديد من الإنجازات طوال حياته المهنية. في عام 1926، أسس ميلر قسم الجهاز الهضمي في العيادة الطبية في مستشفى جامعة بنسلفانيا وترأس القسم من عام 1928 حتى تقاعده في عام 1952. منذ عام 1913 حتى عام 1952، شغل أيضًا مناصب في كلية الطب في الجامعة، وأصبح أستاذاً للطب السريري في عام 1934. نشر ميلر أوراق بحث في عدة مجالات طبية، لكنه ركز بشكل رئيسي على طب الجهاز الهضمي وبدأ في عام 1934 سلسلة من الأوراق البحثية مع وليام أوسلر أبوت ودبليو. جي. كار حول التنبيب ودراسات الأمعاء الدقيقة التي أصبحت كلاسيكية وممكنة من خلال اختراع الأنبوب مزدوج التجويف. حدث هذا عندما لم يستطع آبوت أن يثبّت أنبوب به بالون واحد منتفخ عند نقطة محددة من الإثني عشر واقترح ميلر ربط أنبوب مفتوح ثانٍ لمعرفة ما إذا كان ذلك سيسهل عملية أخذ العينات. توفي ميلر لاحقًا في 15 نوفمبر عام 1981، في مستشفى جامعة بنسلفانيا.

## وفاته
في سبتمبر من عام 1942، خرج آبوت بشرف من الجيش بسبب إعاقة جسدية وتوفي بسبب اللوكيميا النخاعية. أمضى آبوت الأشهر المتبقية قبل وفاته في إجراء أبحاث حول سرطان الدم. ويعتقد أنه أُصيب بالمرض بعد تعرضه الزائد للأشعة السينية أثناء إجرائه التنظير الشعاعي لتحديد موقع الأنبوب لدى المتطوعين والمرضى الذين كان يفحصهم.

## السنوات بعد وفاته
جمعت كاثرين جي. ليك، سكرتيرة آبوت في عيادة الجهاز الهضمي في مستشفى جامعة بنسلفانيا، مجموعة كتب صغيرة مؤلفة من خمسة أقسام حول وليام أوسلر آبوت. احتوت معلومات شخصية وملخص عن عمله المهني، ومعلومات عن سنواته الأخيرة. في 7 يونيو عام 1972، تبرع توماس أي. أوربين جونيور بالمجموعة نيابةً عن كاثرين ليك إلى الجمعية التاريخية في بنسلفانيا، ثم نُقلت إلى كلية الأطباء.